# Јован Гутић
Јован Гутић (Зови До код Невесиња, 1840 — Невесиње, 1904) био је један од првака Невесиња и један од вођа народа у устанку Невесињска пушка у Херцеговини 1875. године против османлијске власти.
Активно и од самог почетка је био укључен у припрему устанка. 9. јула 1875. године је предводио први оружани сукоб сељака са османском војском, назван Невесињска пушка. Овим догађајем је започета борба против турске владавине на простору Херцеговине.

## Устанак Невесињска пушка
Јован Гутић је био међу најактивнијим људима у вршењу припрема за устанак. Током августа и септембра 1874. године, он се са Симуном Зечевићем, Илијом Стевановићем, Тривком Грубачићем, Проданом Рупаром и Петром Радовићем договорио о започињању припрема за устанак. Прикупљање подршке, набавка муниције и одређивање места напада припремали су се с намером да се устанак дигне у пролеће. Припреме су настављене упркос првобитном неслагању кнеза Николе I Петровића за урањене акције. Турци су сазнали за разговор са кнезом и одлучили да казне устаничке вође, али су се у ситуацију умешале јаке силе којима је одговарала амнестија Босне и Херцеговине, те је Турска присиљена да започне преговоре на ту тему.
Међутим, 1875. године предлагачи устанка су се поново окупили и наставили су започете планове који су најпре укључивали ослобођење невесињског краја, одакле би се устанак даље ширио на све крајеве Босне и Херцеговине под турском владавином.
Први оружани сукоб против османске војске је 9. јула 1875. године предводио Јован Гутић на брду Градац. Гутић је са око 80 наоружаних сељака пресрео пут турским гардистима. Сукоб је назван Невесињска пушка и означио је почетак устанка у читавој Херцеговини који је трајао наредне три године. Сукоб на Невесињском пољу била је иницијатива да се притекне у помоћ Тривку Грубачићу ког су Турци опколили.
Јован Гутић се у устанку истакао поред других Херцеговаца, као што су Трипко Вукаловић, Мићо Љубибратић, Максим Баћовић, Перо Тунгуз, и други.
O овом догађају снимљен је југословенски филм Невесињска пушка 1963. године, под режијом Живорада Митровића. У филму се директно не помиње лик Јована Гутића. Поводом 125. годишњице од устанка 2000. године, издавале су се поштанске маркице са илустрацијама тог догађаја.